# 高梁川流域学校
一般社団法人高梁川流域学校（いっぱんしゃだんほうじんたかはしがわりゅういきがっこう）は、大学・企業・地域団体・自治体などと連携し、自然や歴史・文化、及び産業を「地域教育」の教材として、持続的にひろく「学びの場」を提供することを目的として設立された一般社団法人。岡山県倉敷市に事務局がある。
2015年6月8日、高梁川流域の環境活動やまちづくりに取り組むメンバーによって設立される。
2016年から2018年までの3か年度、環境省が全国10地域選定した地域循環共生圏構築検討業務の一つして事業を行い、「多様な主体によるプラットフォームづくり」、「自立のための経済的仕組みづくり」、「人材育成」の取組を行う。
2016年12月、高梁川流域の4つの信用金庫（備北信用金庫、吉備信用金庫、玉島信用金庫、水島信用金庫）と「高梁川流域圏の持続的な発展に向けた連携に関する包括協定」の締結を行う。
校長は、民俗学者の神崎宣武。

## 主な役員
- 代表理事：坂ノ上博史 （一般社団法人高梁川プレゼンターレ）
- 副代表理事：中村泰典 （NPO法人倉敷町家トラスト）
- 副代表理事：石原達也 （NPO法人岡山NPOセンター）
- 理事：大久保憲作 （株式会社倉敷木材、株式会社エフエムくらしき）　初代代表理事。
- 理事：赤木美子 （一般社団法人チカク）
- 理事：森光康恵 （きび工房「結」）
- 理事：古川明 （水島パークマネジメント）
- 理事：戸井健吾 （一般社団法人はれとこ）
- 監事：塩飽敏史 （公益財団法人水島地域環境再生財団）
- 監事：松原龍之 （岡山経済新聞）